# Лада (имя)
Ла́да — современное женское славянское имя. В древнерусском языке слово лада означало 'супруг' («Слово о полку Игореве»), а позже и 'супруга', 'милая/ый'. Возможно, родственно словам лад, ладный «хороший, добрый». В словаре древнерусских имен Н. Тупикова указаны мужские имена (прозвища) Лада, Ладка и Латка, в Именослове М. Морошкина засвидетельствовано женское (чешское) имя Ладка. Существование женского имени Лада в Древней Руси не подтверждено.
Часто «Лада» — это уменьшительно-ласкательная форма имен. Например Милада, Владлена, Влада, Владислава, Паллада, Эллада, Ладимира, Ладислава, Ладомила, Ладослава.